# Nothobartsia
Nothobartsia es un género  de plantas fanerógamas perteneciente a la familia Orobanchaceae, anteriormente clasifica en Scrophulariaceae.   Comprende 3 especies descritas

## Taxonomía
El género fue descrito por Bolliger & Molau y publicado en Plant Systematics and Evolution 179(1–2): 60. 1992.

## Especies
- Nothobartsia aspera (Brot.) Bolliger & Molau
- Nothobartsia asperrima (Link) Benedí & Herrero
- Nothobartsia spicata (Ramond) Bolliger & Molau